# Stochiacah
Stochiacah war ein österreichisches Flächen- und Feldmaß in der Grafschaft Tirol mit geringen Abweichungen.
- 1 Stochiacah = 2 Tagmatt = 8 Starland/Staarland = 10 Grabe = 8929 1/5 Quadratmeter[1]
- 1 Stochiacah = 800 Quadratruten = 84.621 Pariser Quadratfuß = 8930,9 Quadratmeter
- nach anderen Quellen 1 Stochiacah = 89,309 franz. Aren[2]